# Arvtagaren
Arvtagaren är en fantasyserie skriven av Christopher Paolini, som var 15 år när han började skriva den första boken Eragon. Han avslutade den som 17-åring och skrev den alltså under 2 års tid. Ursprungligen var serien tänkt att bli en trilogi, men den tredje boken blev för lång och därför blev det en fjärde bok Arvtagaren, som släpptes i november 2011.

## Handling
Detta är den inledande handlingen i första boken. För fortsättningen och följande böcker, se böckernas separata artiklar.
Den fattige bondpojken Eragon hittar en stor, safirblå sten när han är ute och jagar i bergskedjan Ryggraden. Han tar med den till sitt hem nära Carvahall i Palancardalen, och planerar att sälja stenen för att få råd med mat åt sin familj. Till hans missnöje vill byns slaktare Sloan inte byta till sig stenen mot kött efter att han får reda på att Eragon har funnit den i den olycksbådande bergskedjan Ryggraden. Eragon behåller den för att vid ett senare tillfälle hitta en köpare. En natt när han ligger och sover vaknar han av ideliga pipanden som han inser kommer från stenen. Några minuter senare syns en spricka i på den safirblå stenens yta och en liten drake kläcks.
Eragon inser snart att draken är långt mycket mer än bara ett djur. De talar till varandra genom tanken och börjar bygga upp ett starkt band till varandra. Draken tar sig namnet Saphira.
Och legenden om Drakar och Ryttare blir levande igen.
Över en natt förändras sedan Eragons och Saphiras liv. På något sätt känner Kungen, Galbatorix, till drakägget och Eragons morbror dödas av de ondskefulla varelser Galbatorix sänt ut. Eragon och Saphira tvingas fly från Carvahall för att rädda byns invånare. Eragon ämnar jaga och hämnas på de varelser som dödade hans morbror.
Till sällskap får de den märklige Brom, som hittills endast varit känd som sagoberättare i byn. Det visar sig dock att Brom kan och vet mycket mer än så.

## Viktiga karaktärer
- Eragon är böckernas huvudperson, den tidigare bondpojken som efter att ha hittat ett drakägg förbinds med draken Saphira och på så vis blir den förste fria Drakryttaren på över hundra år.
- Saphira väljer att kläckas ur sitt ägg för bondpojken Eragon. Hon blir därmed den första drake som kläckts i Alagaesia på över hundra år och blir tillsammans med Eragon de första fria Shurtuga'l på lika lång tid.
- Roran är Eragons kusin. De växte upp tillsammans utanför byn Carvahall i Palancardalen. När Razacerna kidnappar hans fästmö Katrina och hotar att förslava eller döda alla invånare i Carvahall så övertalar han en stor del av byns befolkning att följa med honom på en vådlig vandring över bergen och vidare på en havsresa för att försöka nå Varden.
- Brom var länge endast känd som sagoberättare i Carvahall. När Eragon och Saphira lämnar byn för att jaga efter Razacerna följer Brom med. Det visar sig att den gamle mannen är mycket kunnig i både Det Gamla Språket, i Trolldom och i fäktning. Han utbildar Eragon i dessa områden. På sin dödsbädd avslöjar Brom för Eragon att han i själva verket en gång i tiden var Ryttare och lyckades överleva angreppen från De försvurna.
- Arya är en alv som i många års tid fraktade Saphiras ägg mellan Varden och alverna i hopp om att det skulle kläckas för en person inom något av släktena. I början av första boken kidnappas hon av Skuggan Durza och räddas senare av Eragon och Murtagh. Hon blir senare en av Eragons närmaste vänner.
- Nasuada är rebellalliansen Vardens ledare, en post hon tar över efter sin far. Hon är ung men med en vilja av järn. Eragon väljer efter slaget om Farthen Dûr att svära henne sin lojalitet, men de utvecklar även ett starkt vänskapsband till varandra.
- Oromis, som också går under namnen Den sörjande vise och Krymplingen som är hel är den alv som hjälper Eragon att hitta sig själv igen efter att den senare besegrat skuggan Durza. När Eragon reser till Alvernas skog Du Weldewarden och huvudstaden Ellesméra upptäcker Eragon att Oromis inte är någon mindre än en av Drakryttarna, som överlevt De försvurnas utrotning. Han är förbunden med draken Glaedr. Tillsammans undervisar de Eragon och Saphira.
- Glaedr är en handrake och förbunden med alven Oromis. Dessa två var de enda Shurtuga'l som överlevde Fallet, då alla andra Ryttare och Drakar (förutom Brom) dödades av de tretton försvurna. Glaedr och Oromis undervisar Eragon och Saphira i Ellesméra.
- Murtagh är son till Morzan, en av de tretton försvurna. Han är uppväxt vid Kung Galbatorix hov men lyckas vid ett tillfälle fly därifrån. Murtagh räddar Eragon, Saphira och den svårt skadade Brom från Razacerna och hjälper till att befria Arya från fångenskapen i Giléad. Han följer sedan med Eragon till Varden. Efter slaget om Farthen Dûr kidnappas han dock och förs tillbaka till Kung Galbatorix. Där sker något helt oväntat, och det ena av blott två återstående Drakägg (båda i Kungens ägo) kläcks för honom och han blir förbunden med draken Törne. Både Drake och Ryttare blir tvingade att svära Galbatorix trohet på det gamla språket.
- Orik är en dvärg som blir god vän med Eragon och Saphira. Han är medlem i klanen Dûrgrimst Ignetium, samma som Dvärgakungen Hrotgar. Efter slaget om Farthen Dûr erbjuder Kung Hrotgar Eragon att bli medlem i denna klan, och genom att Eragon accepterar detta blir han och Orik fosterbröder. Orik följer med Eragon och Saphira när de ska utbildas hos alverna i Du Weldewarden. I Brisingr väljs Orik att efterträda Hrotgar som Kung.
- Islanzadi är Alvernas Drottning. När Eragon och Saphira reser till Du Weldewarden för att påbörja sin utbildning visar det sig att Arya i själva verket är Islanzadis dotter.
- Angela är en spåkvinna och magiker som Eragon för första gången möter i Teirm där hon förutsäger Eragons framtid. Senare möts de igen hos Varden, Angela hävdar att hon "vill vara där saker och ting händer". Angela ses ofta i sällskap av Varkatten Solembum.
- Elva är ett barn som Eragon ämnade välsigna i Farten Dûr. På grund av en felsägning blev Eragons välsignelse till en förbannelse, vilken gör att Elva får förmågan att känna all smärta och alla svagheter hos varje individ i sin omgivning och ett tvång att skydda alla andra från fara. Hon blir tvungen att åldra sig själv från spädbarn till flicka i fyraårsåldern för att kunna hjälpa människor bättre. Saphira ger henne ett silvermärke i pannan. Flickan har ett ovanligt utseende, med sitt silvermärke, korpsvart hår och violetta ögon.
  - Galbatorix är Imperiets Kung och styr som sådan över en stor del av Alagaesia. En gång var han en vanlig Drakryttare. Draken han var förbunden med dödades dock av Urgaler. Blind av sorg och hat efter förlusten försökte han övertyga De Äldste om en ny Drake, men förgäves. I sin vrede övertygade han en annan ung Ryttare, Morzan, att stjäla en nykläckt Drakunge, Shruikan. Med svart magi tvingade de den unge draken att bli förbunden med Galbatorix och tvingade honom till lydnad. Tillsammans värvade de elva andra Drakar och Ryttare som vände sig emot resten av Drakryttarna och förintade dem. Sedan tog Galbatorix makten över Kungariket Broddring och satte sig på tronen i Urubaen, varifrån han började bygga sitt Imperium.

## Böcker i serien
1. Eragon
2. Den Äldste
3. Brisingr
4. Arvtagaren

| Nr | Titel      | Sidor | Kapitel | Audio length | Utgavs senast |
| -- | ---------- | ----- | ------- | ------------ | ------------- |
| 1. | Eragon     | 523   |         |              | 2005-03-16    |
| 2. | Den Äldste | 687   |         |              | 2006-01       |
| 3. | Brisingr   | 792   |         |              | 2009 -11      |
| 4. | Arvtagaren | 912   | 81      |              | 2011-11       |

## Eventuella framtida böcker
Christopher Paolini har i olika intervjuer sagt att han ämnar skriva en femte bok i Alagaesia-världen. Huruvida denna och dess eventuella efterföljare kommer utspela sig före eller efter Arvtagaren är ännu oklart.

## Gamla språket
Gamla språket talas av alverna samt används i trolldom. Det är det ursprungliga språket, och är nära förbundet med den magi som genomsyrar allt levande. Det är omöjligt att ljuga när man talar språket, och om man svär en ed på det Gamla Språket kommer dess magi att tvinga en att uppfylla eden. Språket var modersmålet för en utdöd ras kallad Det Grå Folket som vid ett tillfälle i historien lyckades binda trolldomens väsen och verkningar till sitt språk. Detta gjordes för att antalet magiutövare och dessas makt skulle minska. Språket togs sedan upp av alverna som nu använder det som vardagsmål, trots att de kan långt ifrån alla ord.
Alla ting och varelser har ett sant namn på det gamla språket, inklusive personer. Den som känner till ett föremåls, en varelses eller en persons sanna namn får fullständig makt över detta eller denna.

### Urval av ord på det gamla språket
- agaetí blödhren - blodsedshögtiden ( hålls en gång per hundrade år för att fira den pakt som bildades mellan alverna och drakarna, vilken ledde till Ryttarnas bildande)
- atra du evarínya ono varda -må stjärnorna vaka över dig
- audr - upp
- böllr - ett runt föremål; ett klot
- brisingr - eld
- dauthdaert - dödspjut: namn på de lansar alverna gjorde för att döda drakar med
- Deloi sharjaklví - jord flytta dig
- Shur’tugal – Drakryttare
- Wyrda – Öde
- Yawë – Band av tillit
- Gedwëy ignasia – skinande handflata
- Skulblaka, eka celöbra ono un onr Shur’tugal né haina. Atra nosu waíse fricai. – Drake, jag vördar dig och vill varken dig eller din Ryttare något illa. Låt oss bli vänner.
- Du Vrangr Gata (på riktigt, Du Gata Vrangr) – Den slingrande stigen
- Slytha – Sömn
- Breoal – Familj, ätt
- Dras – Stad
- Vel eïnradhin iet ai Shur’tugal – På mitt ord som Ryttare
- Wiol ono – För din skull
- Fethrblaka, eka weohnata néiat haina ono. Blaka eom iet lam. – Jag ska inte skada dig fågel. Flaxa till min hand.
- Osthato Chetovä – Den sörjande vise
- Eka aí fricai un Shur’tugal! – Jag är en vän och Ryttare!
- Du Fyrn Skulblaka – Drakkriget
- Atra nosu waíse vardo fra eld hórnya – Låt oss beskyddas från lyssnare
- Vakna - Vakna
- Atra esterní ono thelduin / Mor'ranr lifa unin hjarta onr / Un du ervarínya ono varda - Må lyckan råda över dig / Frid leva i ditt hjärta / Och stjärnorna vaka över dig (alvisk artighetsfras)
- Brisingr – Eld
- Slytha - Sov/Sömn (Sätter personen som den riktas mot i djup sömn)
- drörmr kopa-drömskåda
- Wiol pömnuria ilian – För min lyckas skull
- blöthr - gör halt, stanna
- brisingr rouder - röd eld
- Adurna- Vatten